# Prva hrvatska muška košarkaška liga
Prva muška liga (Prva hrvatska muška košarkaška liga) je liga drugog stupnja hrvatskog košarkaškog prvenstva. 
 Ligu organizira Hrvatski košarkaški savez. 

## O ligi
Prva muška liga je osnovana 2017. godine, te je zamijenila dotadašnju "A-2 ligu" kao liga drugog stupnja. 
Pet dotadašnjih skupina "A-2 lige" su postale skupine "Druge muške lige" (treći stupanj natjecanja). 

## Sudionici

### Sezona 2024./25.
- Aleta Puntamika – Zadar
- Bosco – Zagreb
- Crikvenica – Crikvenica
- DepoLink Škrljevo – Škrljevo
- Đakovo – Đakovo
- Gorica – Velika Gorica
- Hermes Analitica – Zagreb
- Jazine Arbanasi – Zadar
- Marsonia – Slavonski Brod
- Mladost – Zagreb
- Omiš Čagalj Tours – Omiš
- Ribola Kaštela – Kaštel Sućurac, Kaštela
- Samobor – Samobor
- Zagreb – Zagreb  ↓ZAG

### Bivši sudionici
| - Dubrovnik – Dubrovnik - Šanac – Karlovac - Grafičar – Ludbreg - Amfora – Makarska - Vrijednosnice – Osijek - Podstrana – Podstrana - Istrauni – Pula - Stoja – Pula - Pula 1981 – Pula - Kvarner 2010 – Rijeka | - Universitas – Split - Podravac – Virje - Borovo – Vukovar - Puntamika – Zadar ↓PUN - Agrodalm – Zagreb ↓CEDJ - Cedevita Junior – Zagreb ↓CEDJ - Dinamo – Zagreb ↓DIN - Dubrava – Zagreb - Medveščak – Zagreb - Sesvete – Sesvete, Zagreb |

↑CEDJ  – "Cedevita Junior" se spojila s klubom "Agrodalm", te je preuzela njegovo mjesto u ligi 

↑DIN  – "Dinamo" – do 2020. godine kao "Rudeš" 

↑PUN  – "Puntamika" – do 2022. kao "Sonik Puntamika", potom "Opus Puntamika" 

↑ZAG  – "Zagreb" do 2021. godine "Zapruđe"

## Dosadašnje sezone
| sezona | klubova | doigravanje              | doigravanje                 | doigravanje                     |                          | ligaški dio                     | ligaški dio                               |  | plasirali se u Premijer ligu           |
| sezona | klubova | prvak                    | rez. završnice              | doprvak                         | prvi                     | drugi                           |                                           |  | plasirali se u Premijer ligu           |
| --- | ------- | ------------------------ | --------------------------- | ------------------------------- | ------------------------ | ------------------------------- | ----------------------------------------- |  | -------------------------------------- |
| 2017./18. | 12      | nije igrano              | nije igrano                 | nije igrano                     |                          | Gorica (Velika Gorica)          | Bosco (Zagreb)                            |  | Bosco (Zagreb), Gorica (Velika Gorica) |
| 2018./19. | 12      | Sonik Puntamika (Zadar)  | 2-1 (86:62, 81:86, 84:81)   | Dubrava (Zagreb)                | Sonik Puntamika (Zadar)  | Dubrava (Zagreb)                | Dubrava (Zagreb), Sonik Puntamika (Zadar) |  |                                        |
| 2019./20. | 12      | nije igrano              | nije igrano                 | nije igrano                     | Jazine Arbanasi (Zadar)  | Bosco (Zagreb)                  |                                           |  |                                        |
| 2020./21. | 12      | Cedevita Junior (Zagreb) | 2:1 (85:75, 80:88, 82:78)   | Dinamo (Zagreb)                 | Cedevita Junior (Zagreb) | Dinamo (Zagreb)                 | Cedevita Junior (Zagreb)                  |  |                                        |
| 2021./22. | 12      | Dinamo (Zagreb)          | 2:1 (77:62, 56:73, 79:78 p) | Bosco (Zagreb)                  | Dinamo (Zagreb)          | Bosco (Zagreb)                  | Bosco (Zagreb), Bosco (Zagreb)            |  |                                        |
| 2022./23. | 12      | Dubrovnik                | 2:0 (86:67, 91:74)          | Ribola Kaštela (Kaštel Sućurac) | Dubrovnik                | Ribola Kaštela (Kaštel Sućurac) | Dubrovnik                                 |  |                                        |
| 2023./24. | 14      | Kvarner (Rijeka)         | 2:1 (77:64, 66:80, 90:72)   | Vrijednosnice Osijek            |                          | Kvarner (Rijeka)                | Vrijednosnice Osijek                      |  | Kvarner (Rijeka), Vrijednosnice Osijek |
| sezona 2019./20. prekinuta nakon 19. kola zbog pandemije COVID-19 u svijetu i Hrvatskoj 'Podebljano - prvaci "Prve muške lige" u sezoni |         |                          |                             |                                 |                          |                                 |                                           |  |                                        |

## Vanjske poveznice
- Službena stranica Hrvatskog košarkaškog saveza
- hks-cbf.hr/prva-muska-liga
- hks-cbf.hr/kategorija/prva-muska-liga
- arhiva.hks-cbf.hr/natjecanja/prva-muska-liga
- eurobasket.com, Prva liga
- basketball.hr, Prva muška liga
- crosarka.com, Goran Gunjević: Prva liga će biti poprilično zahtjevna, objavljeno 3. listopada 2017.
- crosarka.com, Uvod u Prvu mušku ligu, objavljeno 6. listopada 2018.
- crosarka.com, Prva liga: Raspored za novu sezonu, objavljeno 7. kolovoza 2019.